# 2001 a tudományban
2001 a tudományban és a technológiában.

## Biológia
- Az állami támogatással működő Humán Genom Projekt Francis Collins vezetésével és Craig Venter által létrehozott Celera Genomics egymástól függetlenül jelentik be az emberi genom géntérképezésének befejezését. Eredményeiket a Nature és Science folyóiratokban publikálják.
- Craig Venter és Mark Adams befejezik a laboratóriumi egér genomjának feltérképezését.

## Csillagászat és űrkutatás
- Richard Ellis(wd), Michael R. Santos, Jean-Paul Kneib, és Konrad Kuijken a Földtől 13,4 milliárd fényévre lévő csillagcsoportot fedeznek fel.
- A NEAR Shoemaker leszáll a 433 Eros-ra, ezzel ez az első űrjármű, mely üstökösre lép.
- Elindul a Genesis űrszonda.
- A NASA Galileo űrszondája 112 mérföldre halad el a Jupiter Io holdja mellett.

## Orvostudomány
- július 2. – A világ első mesterséges szívimplantátumát kapja meg Robert Tools, aki 59 évesen 151 napot élt élő szív nélkül.

## Paleontológia
- A Rodhocetus Balochistanensis bálna fosszíliáit találja meg Philip Gingerich Balochistan városában, Pakisztánban.

## Számítástechnika
- január 15. – Elindul a Wikipédia, egy szabad hozzáférésű WikiWiki enciklopédia (Wikipédia-nap)

## Díjak
- Nobel-díjak
  - Fizikai Nobel-díj: Eric Allin Cornell (USA), Wolfgang Ketterle (Németország) és Carl Edwin Wieman (USA) az „alkáliatomokból álló hígított gázokban Bose–Einstein-kondenzátum előállításáért, és a kondenzátum tulajdonságainak korai tanulmányozásáért”.
  - Kémiai Nobel-díj: William Knowles, Nojori Rjódzsi (野依良治) „a királisan katalizált hidrogénezési reakciók tanulmányozásáért”; illetve Barry Sharpless „a királisan katalizált oxidációs reakciók tanulmányozásáért”.
  - Fiziológiai és orvostudományi Nobel-díj: Leland Hartwell, Timothy Hunt, Sir Paul Nurse megosztva a „ciklin és ciklin-dependens kináz, a sejtciklus szabályozásának molekuláinak felfedezéséért”.
  - Közgazdasági Nobel-emlékdíj: George Akerlof, Michael Spence és Joseph Stiglitz „a piacok elemzéséért aszimmetrikus információ mellett”.
- Turing-díj: Ole-Johan Dahl, Kristen Nygaard
- Wolf-díjak
  - Agrártudományi Wolf-díj: Roger Beachy, James Womack
  - Kémiai Wolf-díj: Henri Kagan, Nojori Rjódzsi, Barry Sharpless
  - Matematikai Wolf-díj: Vlagyimir Igorevics Arnold, Szaharón Selah
  - Orvostudományi Wolf-díj: Avram Hersko, Alexander Varshavsky
- Wollaston-érem a geológiáért: Harry Blackmore Whittington

## Halálozások
- február 22. – Claude Shannon amerikai híradástechnikus és matematikus (* 1916)
- február 24. – Claude Shannon amerikai híradástechnikus és matematikus, az információelmélet megalapítója (* 1916)
- április 3. – Michael Woodruff angol kutató sebészorvos (* 1911)
- május 28. – Francisco Varela chilei biológus és filozófus (* 1946)
- augusztus 20. – Fred Hoyle sci-fi-író és csillagász (* 1915)
- október 9. – Simonyi Károly magyar mérnök, fizikus, tanár (* 1916)
- szeptember 2. – Christiaan Barnard dél-afrikai sebészfőorvos (* 1922)
- november 30. – Robert Tools, az első műszív recipiense, aki 59 évesen 151 napot élt élő szív nélkül.
- december 5. – Franco Rasetti fizikus (* 1901)
- december 12. - Robert Schommer csillagász (* 1946)